# Бухтарминское водохранилище
Бухтарми́нское водохрани́лище или Буктырминское водохранилище (Буктырма; каз. Бұқтырма) — водохранилище, образованное плотиной Бухтарминской ГЭС на реке Иртыш. Занимает 5 место в мире, среди крупнейших долинных водохранилищ по площади водной поверхности, крупнейшее водохранилище Казахстана и Центральной Азии.

## Характеристика водохранилища
Расположено на территории Восточно-Казахстанской области Казахстана.
Занимает большую часть Бухтарминской впадины.
Площадь водохранилища — 5490 км², объём — 49,6 км³, длина — 425 км, наибольшая ширина — 35 км, средняя глубина 9,6 м. В долинах рек Бухтарма, Нарым и Мончекурской впадине — заливы длиной 30—50 км и шириной до 10 км. Водохранилище создаёт глубоководный путь и улучшает условия плавания судов по Иртышу.
Также используется для орошения.

## История создания
Заполнение водохранилища началось в 1960 году с помощью плотины Бухтарминской ГЭС. С 1966 г. осуществляет многолетнее регулирование стока. Водохранилище состоит из 2 участков: речного — по долине реки Иртыш, и озера Зайсан, на месте которого образовался широкий плёс.

## Переправы
До 2020 года через водохранилище действовала Васильевская переправа, соединяющая Катон-Карагайский район с Кокпектинским. Переправа была закрыта из-за нерентабельности.
До октября 2024 года, действовала переправа между Курчумским и Самарским районами. Переправа была закрыта в связи с открытием Бухтарминского моста.
Для замены Курчумской переправы севернее села Куйган с 2021 года велось строительство самого длинного в Казахстане моста. Длина моста составляет 1316 метров, мост расположен на глубинах до 25 метров. Движение по Бухтарминскому мосту было открыто 21 октября 2024 года.

## Загрязнение
23 июня 2013 года в водохранилище было обнаружено неизвестное пятно бело-серого цвета, которое растянулось на 7 километров. Были отобраны пробы для анализа в отделе лабораторно-аналитического контроля департамента экологии. 2 июля по результатам анализа в пробах воды обнаружено превышение содержания аммония солевого в 37 раз и нитратов в 136 раз. По сообщению природоохранной прокуратуры, загрязнение на водохранилище пошло сверху, из реки Бухтарма. Как выяснилось возле села Тургусун Алтайского (Зыряновского) района на берегу реки строится дамба, при возведении которой используется грунт из горного отвала бывшего рудника.

## Канализационное загрязнение
С распадом СССР и дальнейшей ликвидацией в стране государственного санитарного надзора и контроля, Бухтарминское водохранилище стало загрязняться канализационными стоками. С 1998 года не работают очистные сооружения дома отдыха «Голубой залив», канализационные стоки с базы отдыха сливаются из расположенной на 15 метровой глубине трубы.
Местные жители неоднократно обращали внимание на отходы канализационной трубы, которые попадают в Бухтарминское водохранилище, однако, государственные чиновники из Департамента экологии заявляли, что вода соответствует санитарным и экологическим нормам. В июле 2019 года было проведено исследование воды, в результате которого было зафиксировано наличие 24 тысяч бактерий кишечной палочки на литр воды. В настоящее время против администрации «Голубого залива» возбуждено уголовное дело за нарушение экологического законодательства.
В августе 2019 года местные жители наняли профессиональных водолазов, которые шесть раз погружались под воду водохранилища, прошли вдоль трубы до самого конца, где и был взят на анализ — ил со стойким запахом канализации. В результате исследования проб, независимыми экспертами выявлено превышение бактерий в 70 тысяч единиц, при норме в 5 тысяч единиц.

## Археология
В западных предгорьях Нарымского хребта, на восточном побережье Бухтарминского водохранилища обнаружено два палеолитических местонахождения — Курчум-1 и Курчум-2. Охристые глинистые отложения, где были обнаружены артефакты, соответствуют усть-убинской свите, верхняя граница которой датируется возрастом ок. 1,8 млн л. н. Подстилающие их красноцветные глины могут относиться к павлодарской или вторушкинской свите плиоцена.

## Галерея

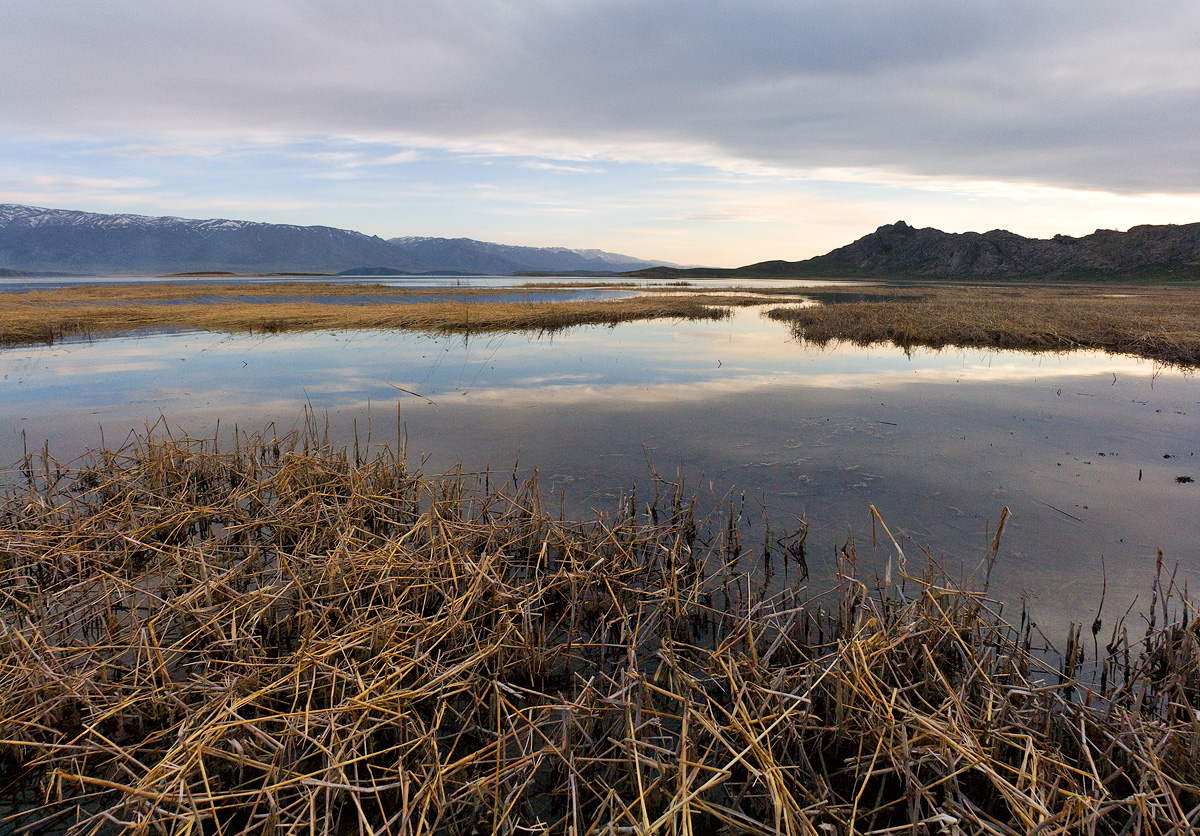
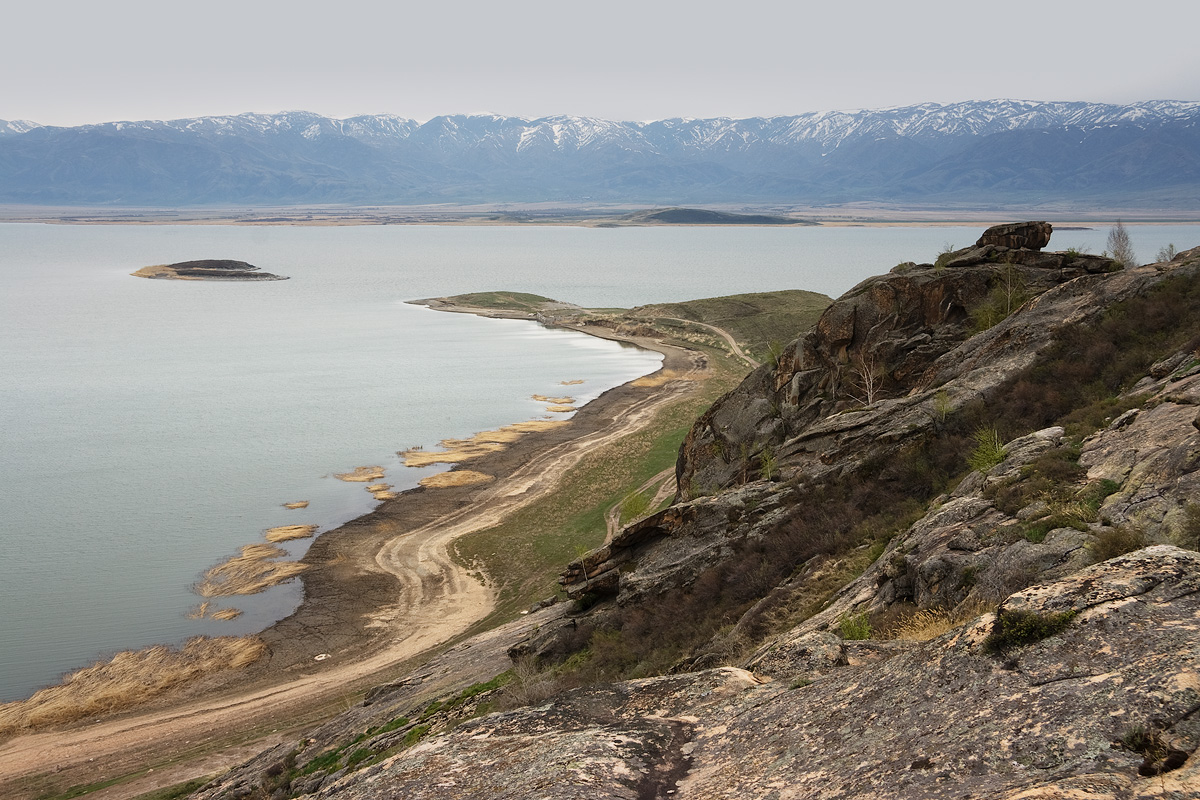
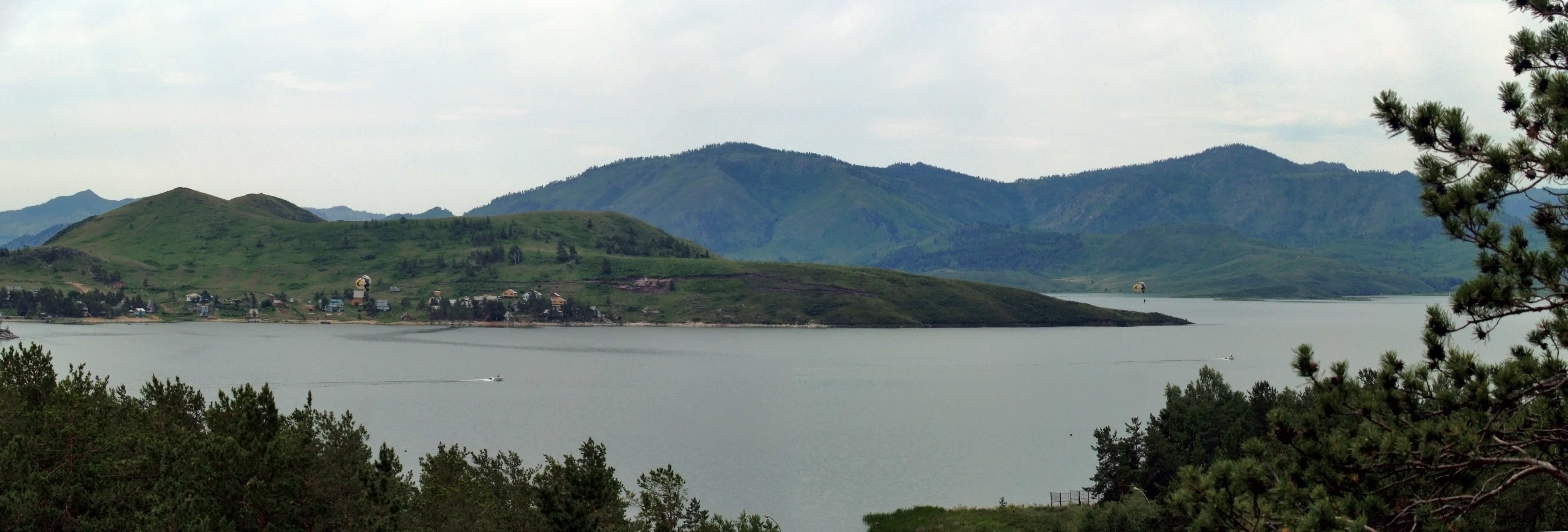
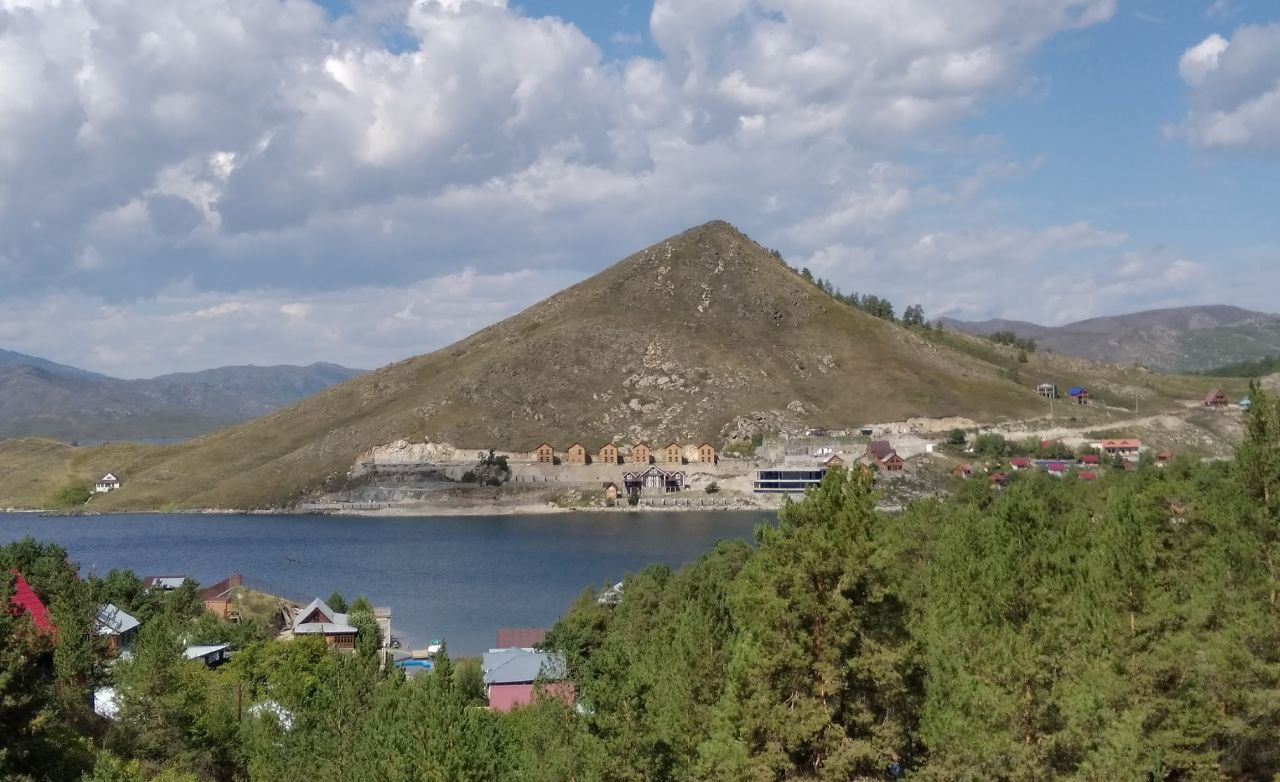